# Афрички ловци
Афрички ловци или Афричка лака коњица (фр. Chasseurs d'Afrique) представљали су јединице лаке коњице у француској „Афричкој армији“ (фр. Armée d'Afrique). Први пут се појављују на историјској сцени приликом упада Француза у Алжир 1830. године. До Другог светског рата бројале су пет пукова. Током своје историје ове јединице попуњаване су добровољцима да би временом све више у њихов састав улазили северноафрички урођеници и француски колонисти у северној Африци. Афрички ловци били су коњички еквивалент француској северноафричкој пешадији (фр. Zouaves). Осим њих у француској Афричкој армији значајну улогу имале су и Спахије, коњичке јединице у чији састав су регрутовани народи Алжира, Туниса и Марока са официрским кадром претежно саставњеним од Француза.
Афрички ловци су до 1914. године били униформисани у светлоплаве мундире са жутим манжетнама, обмотане црвеним ешарпама и црвене панталоне. На главама су носили светлоплаве капе, идентичне онима које су носили припадници лаких коњичких пукова француске армије, с тим што су на њима имали траку беле или каки боје. Када би се налазили ван дужности носили су црвене фесове. По плавим униформама њихови су их противници називали „плавим убицама“.
Поред бројних кампања у Северној Африци ове јединице војника разних боја коже учествовале су и у Кримском рату, Француско-пруском рату, Индокини, француској инвазији Мексика и у оба светска рата. Одликовала их је карактеристична афричка тактика јуриша у отвореном поретку којом су супротстављеном непријатељу уливали додатни страх.
Током Првог светског рата помињу се и у историјским списима на територији Балкана. Крајем 1915. године, приликом повлачења француске војске из јужне Србије, одред војводе Бабунског нашао се у саставу 8. пука афричких ловаца, 122. дивизије, који је деловао у области Ђевђелије. Том приликом, на врху Одџа Тепе војвода Бабунски је заслужио високо француско одликовање помогавши једном њиховом батаљону да се прикључи матичној јединици. Касније, по пробоју Солунског фронта, Марокански коњаници ушли су 21. октобра 1918. године у Неготин, а 1. пук афричких ловаца француске 17. колонијалне дивизије генерала Лисјена брзим напредовањем стигао је да спречи разарање рудника бакра у Бору...
Године 1933. пукови Афричких ловаца започињу свој преображај у механизоване јединице. Најпре су јединице опремане оклопним возилима Вајт ТБЦ (White TBC), а нешто касније и Вајт-Лафлај 50 АМ (White-Laffly 50 AM). Оба ова модела била су превазиђена у европским размерама међутим веома корисна и употребљива за колонијане услове ратовања. Индивидуални ескадрони су опремани и другим типовима возила, а 1939. године 1. пук афричких ловаца добио је и лаке тенкове типа Хочкис H35 и H39. 

По избијању Другог светског рата септембра 1939. године пет пукова Афричких ловаца било је лоцирано у Мароку (1. пук), Алжиру (2, 3. и 5. пук) и Тунису (4. пук). Само 1. и 4. пук били су комплетно механизовани док су преостала три пука била састављена делом од коњичких, а делом од механизованих ескадрона. Током рата обављен је процес „механизације“ свих пукова.
Стицање независности Алжира окончало је постојање Афричких ловаца њиховим расформиравањем у периоду између 1962. и 1964. године, после више од сто година њихове службе у француској армији. Међутим, 1998. године један пук је поново оформљен следећи традиције ових чувених коњаника. 
Занимљиво је да је назив „Афрички ловци“ имао и први у потпуности афричко-амерички пук формиран у САД у Њу Орлеансу 1862. године.